# ZERO MINUTE
『ZERO MINUTE』（ゼロ ミニット）は、2011年7月4日から2017年3月2日まで日本テレビで放送されていたスポットニュース番組。略称『ゼロミニ』。

## 概要
日本テレビ系列で平日深夜に放送されている『NEWS ZERO』のスピンオフ番組である。『NEWS ZERO』のスタジオを再現したヴァーチャルスタジオから、「最新のニュース」、「今夜のZERO」、「明日の天気（関東地方）」を伝える。特別なものとして「明日の天気」のみは当番組の後に放送される番組の予告や日本テレビが製作・主催する映画やイベントの告知をバックに伝える。
21時をまたぐ特別番組が放送される場合は休止となり、他局で行われているような番組内への挿入は行わない。また、放送される曜日は不定期で見直しが行われている（放送曜日を参照）。
日本テレビの同時間帯におけるスポットニュースのレギュラー放送は2008年9月29日まで放送されていた『NNNニューススポット』以来2年9ヶ月ぶり。『NNNニューススポット』は一部の系列局で同時ネットされていたが、当番組は関東ローカル放送。なお、系列局の静岡第一テレビでは、同時間帯に『FRONT ZERO』（静岡ローカルのニュース番組）を放送している。
2013年度から『NEWS ZERO』のオープニング映像が一新されたが、当番組のオープニング映像は変更されていない。
2017年4月改編で、月曜20時台の『世界まる見え!テレビ特捜部』の放送時間を20:00 - 21:00に変更し、火 - 木曜20時台の各番組の『まだまだ枠』を火 - 木曜20:54 - 21:00に編成するため、2017年3月をもって終了した。

## 放送曜日
| 放送期間   | 放送期間   | 月曜日 | 火曜日 | 水曜日 | 木曜日 | 金曜日 |
| ---------- | ---------- | ------ | ------ | ------ | ------ | ------ |
| 2011.07.04 | 2012.03.30 | ○      | ○      | ○      | ×      | ×      |
| 2012.04.02 | 2012.09.28 | ×      | ×      | ○      | ×      | ○      |
| 2012.10.01 | 2014.06.27 | ○      | ×      | ○      | ×      | ○      |
| 2014.06.30 | 2014.09.26 | ○      | ×      | ×      | ×      | ○      |
| 2014.09.29 | 2015.03.27 | ○      | ×      | ×      | ×      | ×      |
| 2015.03.30 | 2015.12.25 | ○      | ○      | ×      | ×      | ○      |
| 2016.01.04 | 2016.04.01 | ○      | ○      | ○      | ×      | ×      |
| 2016.04.04 | 2017.03.02 | ○      | ○      | ○      | ○      | ×      |

放送曜日は同枠のミニ番組の有無に左右されるため、放送期間中1週間通しで放送されたこともなければ、同曜日で放送され続けたこともなかった。木曜日は『まもなく! 秘密のケンミンSHOW』（読売テレビ制作）→『ママ大好き!』を放送のため長らく設置されてなかったが、2016年4月より設置され、期間中最大の週4日放送となった。

## 過去の出演者
いずれも日本テレビアナウンサーが担当し、『NEWS ZERO』のキャスターを兼務する。
- 鈴木崇司
  - 月曜日：2011年7月 - 2012年3月・2012年10月 - 2016年3月
  - 金曜日：2012年4月 - 2012年9月
  - 火曜日：2016年4月 - 2017年3月
- 松尾英里子
  - 火曜日：2011年7月 - 2012年3月
- 鈴江奈々
  - 水曜日：2011年7月 - 2013年3月
- 徳島えりか
  - 金曜日：2012年10月 - 2013年3月
- 右松健太
  - 水曜日：2013年4月 - 2014年6月
  - 金曜日：2013年4月 - 2014年9月
  - 火曜日：2015年4月 - 2016年3月
- 久野静香
  - 金曜日：2015年4月 - 2015年12月
  - 水曜日：2016年1月 - 2017年3月
  - 月曜日：2016年4月 - 2017年3月
- 杉野真実
  - 木曜日：2016年4月 - 2017年3月

### 変遷
| 期間       | 期間       | 月曜日       | 火曜日       | 水曜日       | 木曜日       | 金曜日       |
| ---------- | ---------- | ------------ | ------------ | ------------ | ------------ | ------------ |
| 2011.07.04 | 2012.03.30 | 鈴木崇司     | 松尾英里子   | 鈴江奈々     | （放送なし） | （放送なし） |
| 2012.04.02 | 2012.09.28 | （放送なし） | （放送なし） | 鈴江奈々     | （放送なし） | 鈴木崇司     |
| 2012.10.01 | 2013.03.29 | 鈴木崇司     | （放送なし） | 鈴江奈々     | （放送なし） | 徳島えりか   |
| 2013.04.01 | 2014.06.27 | 鈴木崇司     | （放送なし） | 右松健太     | （放送なし） | 右松健太     |
| 2014.06.30 | 2014.09.26 | 鈴木崇司     | （放送なし） | （放送なし） | （放送なし） | 右松健太     |
| 2014.09.29 | 2015.03.27 | 鈴木崇司     | （放送なし） | （放送なし） | （放送なし） | （放送なし） |
| 2015.03.30 | 2015.12.25 | 鈴木崇司     | 右松健太     | （放送なし） | （放送なし） | 久野静香     |
| 2016.01.04 | 2016.04.01 | 鈴木崇司     | 右松健太     | 久野静香     | （放送なし） | （放送なし） |
| 2016.04.04 | 2017.03.02 | 久野静香     | 鈴木崇司     | 久野静香     | 杉野真実     | （放送なし） |